# Мунія гострохвоста
Му́нія гострохвоста (Lonchura striata) — вид горобцеподібних птахів родини астрильдових (Estrildidae). Мешкає в Південній і Південно-Східній Азії. Часто утримуються в неволі.

## Опис

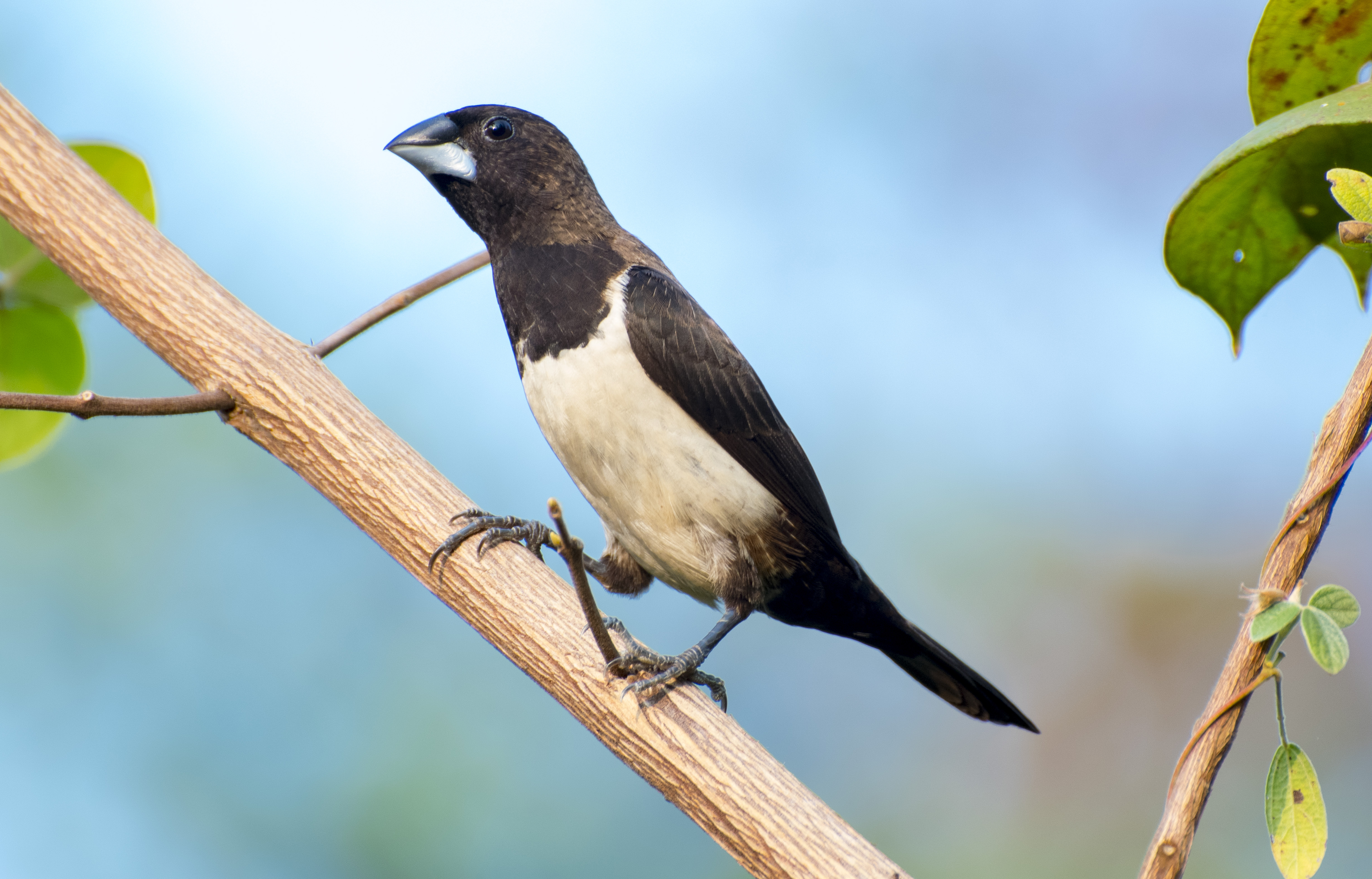
Гострохвоста мунія

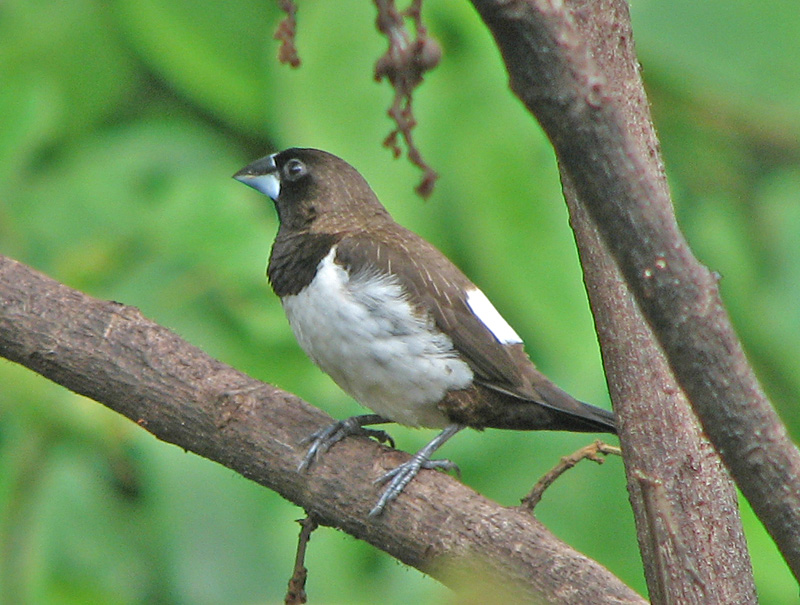
Гострохвоста мунія

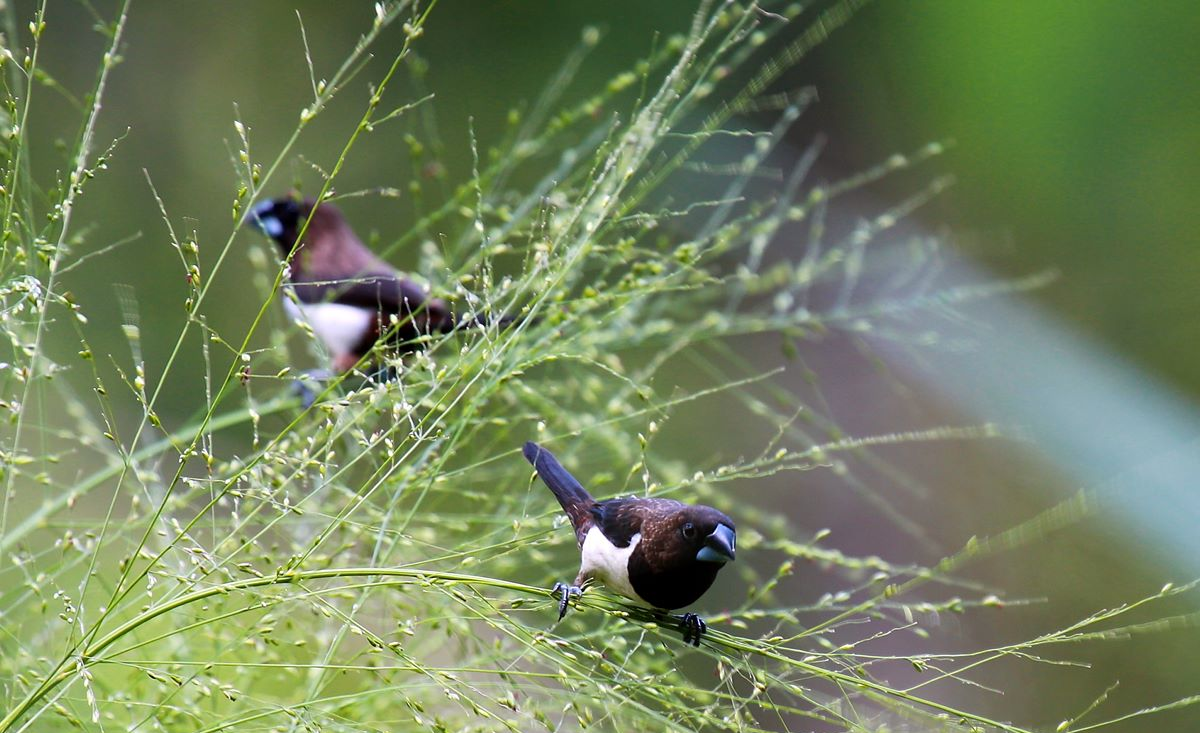
Гострохвості мунії (Шрі-Ланка)

Довжина птаха становить 10-12 см, вага 9,5-13 г. Верхня частина тіла коричнева, крила і хвіст чорнувато-коричневі. Пера на спині мають помітні світлі стрижні. Обличчя, горло і верхня частина грудей чорнуваті, живіт білувато-кремовий, у деяких підвидів поцяткований темним лускоподібним візерунком. На надхвісті білувато-кремова пляма. Очі темно-карі, лапи сірувато-тілесного кольору, дзьоб сизий. Виду не притаманний статевий диморфізм. Представники різних підвидів дещо різняться за забарвлення.

## Таксономія
В 1760 році французький зоолог Матюрен Жак Бріссон включив опис гострохвостої мунії до своєї книги «Ornithologie», описавши птаха за зразком з острова Реюньйон, як він помилково вважав (наразі вважається, що зразок прибув зі Шрі-Ланки). Він використав французьку назву Le gros-bec de l'Isle de Bourbon та латинську назву Coccothraustes Borbonica. Однак, хоч Бріссон і навів латинську назву, вона не була науковою, тобто не відповідає біномінальній номенклатурі і не визнана Міжнародною комісією із зоологічної номенклатури. Коли в 1766 році шведський натураліст Карл Лінней випустив дванадцяте видання своєї Systema Naturae, він доповнив книгу описом 240 видів, раніше описаних Бріссоном. Одним з цих видів була гострохвоста мунія, для якої Лінней придумав біномінальну назву Loxia striata. Згодом вид був переведений до роду Мунія (Lonchura).

## Підвиди
Виділяють шість підвидів:
- L. s. acuticauda (Hodgson, 1836) — Гімалаї (Непал, Сіккім, Бутан, Північно-Східна Індія), Бангладеш, М'янма, північно-західний Таїланд, північний Індокитай;
- L. s. striata (Linnaeus, 1766) — Центральна і Південна Індія, Шрі-Ланка;
- L. s. fumigata (Walden, 1873) — Андаманські острови;
- L. s. semistriata (Hume, 1874) — Нікобарські острови;
- L. s. subsquamicollis (Baker, ECS, 1925) — південь М'янми, Таїланд, південний Індокитай, Малайський півострів, Суматра і сусідні острови;
- L. s. swinhoei (Cabanis, 1882) — Південний і Південно-Східний Китай, Тайвань, Хайнань.

## Поширення і екологія
Гострохвості мунії мешкають в Індії, Непалі, Бутані, Бангладеш, М'янмі, Таїланді, Китаї, Лаосі, В'єтнамі, Камбоджі, Малайзії, Індонезії, на Шрі-Ланці і Тайвані. Вони живуть на відкритих місцевостях, зокрема на сухих луках, місцями порослих чагарниками і деревами, на узліссях та лісових галявинах, в чагарникових заростях. Зустрічаються парами, під час негніздового періоду зграйками до 30 птахів, на висоті до 2000 м над рівнем моря.  Живляться насінням трав, зокрема гусятника і бамбука, вважаються шкідниками рисових посівів. Розмножуються протягом всього року, в Індії і Таїланді переважно з лютого по вересень, на Малайському півострові переважно з червня по серпень. Гніздо велике, кулеподібне, робиться з трави, гілочок та іншого рослинного матеріалу. В кладці від 3 до 8 білих яєць. Інкубаційний період триває 20 днів. Будують гніздо, насиджують яйця і доглядають за пташенятами і самиці, і самці. Пташенята покидають гніздо через 3 тижні після вилуплення, однак батьки продовжують піклуватися про них ще через деякий час.